# Mantang Lama
Mantang Lama is een bestuurslaag in het regentschap Bintan van de provincie Riau-archipel, Indonesië. Mantang Lama telt 781 inwoners (volkstelling 2010).